# La Maison du mystère (film, 1934)
Pour les articles homonymes, voir La Maison du mystère.
Pour plus de détails, voir Fiche technique et Distribution.
La Maison du mystère est un film français réalisé par Gaston Roudès, sorti en 1934.

## Synopsis
Julien Villandrit possède une usine textile dont le gérant, Henri Corrandi, est son ami d'enfance. Tous deux aiment la même femme, Régine de Bettigny, qui accorde sa main à Villandrit. Julien est alors accusé d'avoir tué le banquier Marjory avec qui il a eu une altercation au sujet de sa femme Régine. Il est condamné à 20 ans de travaux forcés. Son ami d'enfance, Henri Corradin détend les intérêts de Régine et de sa fille Christiane jusqu'à ce que Julien s'évade...

## Fiche technique
- Titre : La Maison du mystère
- Réalisation : Gaston Roudès
- Scénario : Gaston Roudès, d'après le roman de Jules Mary
- Photographie : Scarciafico Hugo, André Bac et François Timmory
- Décors : Robert Gys
- Son : Joseph de Bretagne
- Musique : Julien Porret, Paddy
- Montage : Andrée Feix
- Production : Consortium cinématographique français
- Pays d'origine :  France
- Format :  Noir et blanc - 35 mm - Son mono
- Genre : Film policier
- Durée : 90 minutes
- Date de sortie : France - 8 juin 1934

## Distribution
- Blanche Montel : Régine
- Jacques Varennes : Henri Corrandi
- Georges Mauloy : Marjory
- Rolla Norman : Julien Villandrit
- Balpêtré : Rudeberg
- Jacques Berlioz : le général
- Alice Beylat : la générale
- Henry Houry : le commissaire
- Marcelle Gilda : la femme de chambre